# Solenobia khumbhilae
Solenobia khumbhilae är en fjärilsart som beskrevs av Wolfgang Dierl 1966. Solenobia khumbhilae ingår i släktet Solenobia och familjen säckspinnare. Inga underarter finns listade i Catalogue of Life.